# Polygenis pradoi
Polygenis pradoi är en loppart som först beskrevs av Wagner 1937.  Polygenis pradoi ingår i släktet Polygenis och familjen Rhopalopsyllidae. Inga underarter finns listade i Catalogue of Life.